# Garching an der Alz
Pour les articles homonymes, voir Garching.
Garching an der Alz est une commune de Bavière (Allemagne) de 8 463 habitants, située dans l'arrondissement d'Altötting et le district de Haute-Bavière.
- 1Carte dynamique
- 2Carte Openstreetmap
- 3Carte topographique
- 4Carte avec les communes environnantes